# 器楽学科
器楽学科（きがくがっか）は、大学の学科のひとつ。器楽学科では器楽に関する知識及び技術を学ぶ。
基本的には音楽大学の音楽学部に設置されている学科で、管楽器、弦楽器、打楽器の演奏や器楽史などを中心とした教育・研究が行われている。

## 器楽学科を持つ日本の大学

### 私立大学
関東
- 昭和音楽大学
- 武蔵野音楽大学